# Angelo Vaccaro
Angelo Vaccaro (* 4. Oktober 1981 in Mössingen) ist ein ehemaliger italienisch-deutscher Fußballspieler. Er ist Teammanager des FC 08 Homburg.

## Karriere
Als Jugendlicher spielte Vaccaro für die Spvgg Mössingen und den VfB Stuttgart. Der Stürmer bestritt zwei Bundesligaspiele für den VfB Stuttgart und kam von 2000 bis 2002 überwiegend in der VfB-Reserve in der Regionalliga Süd zum Einsatz. Mit der Mannschaft gewann er den WFV-Pokal 1999/00, dabei trat er beim 3:1-Erfolg über die Amateurmannschaft des damaligen Bundesliga-Konkurrenten SSV Ulm 1846 als zweifacher Torschütze in Erscheinung. Im DFB-Pokal 2000/01 traf er mit der von Rainer Adrion betreuten Mannschaft an der Seite von Aljaksandr Hleb, Andreas Hinkel und Ioannis Amanatidis auf den Bundesligisten Eintracht Frankfurt, der mit einem 6:1-Erfolg geradezu deklassiert wurde – noch über zwanzig Jahre später ist dies die höchste Niederlage eines Bundesligisten gegen eine Amateurmannschaft im DFB-Pokal. Zu diesem Erfolg trug er als Torschütze zum 1:0-Führungstreffer bei. In der zweiten Runde kam es am 1. November 2000 zum vereinsinternen Duell mit der Profimannschaft, in dem Ralf Rangnick auf die in mittlerweile in die erste Mannschaft hochgezogenen Hleb, Hinkel und Amanatidis setzte. Beim 3:0-Erfolg der Profis kurz nach seinem Bundesligadebüt am 21. Oktober 2000 beim 2:2-Remis gegen die SpVgg Unterhaching blieb Vaccaro verletzungsbedingt jedoch ohne Einsatz, aber auch er saß in der Folge häufiger bei der Profimannschaft in der Bundesliga und im UEFA-Pokal 2000/01 auf der Ersatzbank.
2002 wechselte er zur mittlerweile in die Drittklassigkeit abgestiegenen SpVgg Unterhaching. Für den Münchener Vorortverein erzielte er in seiner ersten Saison in 20 Einsätzen acht Tore und stieg mit ihm als Meister der Regionalliga Süd in die zweite Bundesliga auf. Wegen einer schweren Verletzung spielte er in der Saison 2003/04 kein einziges Mal für die SpVgg Unterhaching, wurde aber dreimal für die Amateure der SpVgg Unterhaching in der Bayernliga eingesetzt. 2005 wechselte der Angreifer zum Regionalligisten FC Augsburg, mit dem er 2005/06 ebenfalls in die zweite Bundesliga aufstieg. Vaccaro absolvierte insgesamt 24 Spiele in der 2. Bundesliga für die SpVgg Unterhaching und den FC Augsburg. Im DFB-Pokal erzielte er für seine Mannschaften in acht Spielen fünf Tore. Am 3. Januar 2007 wechselte Vaccaro zum Süd-Regionalligisten Stuttgarter Kickers, für den er zwei Jahre spielte. Am 1. Februar 2009 ging er zur U-23 von Eintracht Frankfurt. Sein Tor am 28. Februar 2009 für die Frankfurter Reserve im Spiel gegen KSV Hessen Kassel kam in die Auswahl zum Tor des Monats der ARD. 
Im Dezember 2009 unterschrieb Vaccaro einen Vertrag bis Saisonende beim damaligen ungarischen Pokalsieger und 13-maligen Meister Honvéd Budapest. Zuvor absolvierte Vaccaro ein Probetraining beim Zweitligisten Hansa Rostock. Im Juli 2010 schließlich, wechselte er zum italienischen Drittligisten Sorrento Calcio und erhielt dort einen Zweijahresvertrag. Im Januar 2011 wurde er bis zum Saisonende an den belgischen Zweitligisten FC Brüssel ausgeliehen. 
Ende September 2011 wechselte er zum SSV Reutlingen in die Oberliga Baden-Württemberg. Im Juni unterschrieb er einen Zweijahresvertrag beim Regionalligisten zur SV Elversberg. 2014 wechselte er zum FC 08 Homburg und beendete dort seine Karriere im Sommer 2015. Seit seinem Karriereende ist er als Teammanager des FC 08 Homburg tätig. Außerdem läuft der für die zweite Mannschaft der grün-weißen auf und steht dem Regionalligakader als Standby-Spieler zur Verfügung.